# کلیفورد هریسون
کلیفورد هریسون (انگلیسی: Clifford Harrison; ۳۰ اکتبر ۱۹۲۷ – ۱۵ دسامبر ۱۹۸۸) بازیکن هاکی روی یخ اهل ایالات متحده آمریکا بود.